# Collada de Botifarra
La Collada de Botifarra és una collada dels contraforts nord-orientals del Massís del Canigó, a 1,559,1 metres d'altitud, en el terme comunal de Pi de Conflent, a la comarca del Conflent, de la Catalunya del Nord.
Està situada en el sector nord-est del terme comunal, a llevant del poble de Pi de Conflent és a la carena que separa la vall del Còrrec de Bareu del Bac de Tonet, a ponent de la Collada de Mates Roges.